# Yumi, Yumi, Yumi
För andra betydelser, se Yumi.
Yumi, Yumi, Yumi är Republiken Vanuatus nationalsång. Namnet betyder "vi, vi, vi" ("you me") på ögruppens kreolspråk bislama.